# Петровско-Разумовское (Москва)

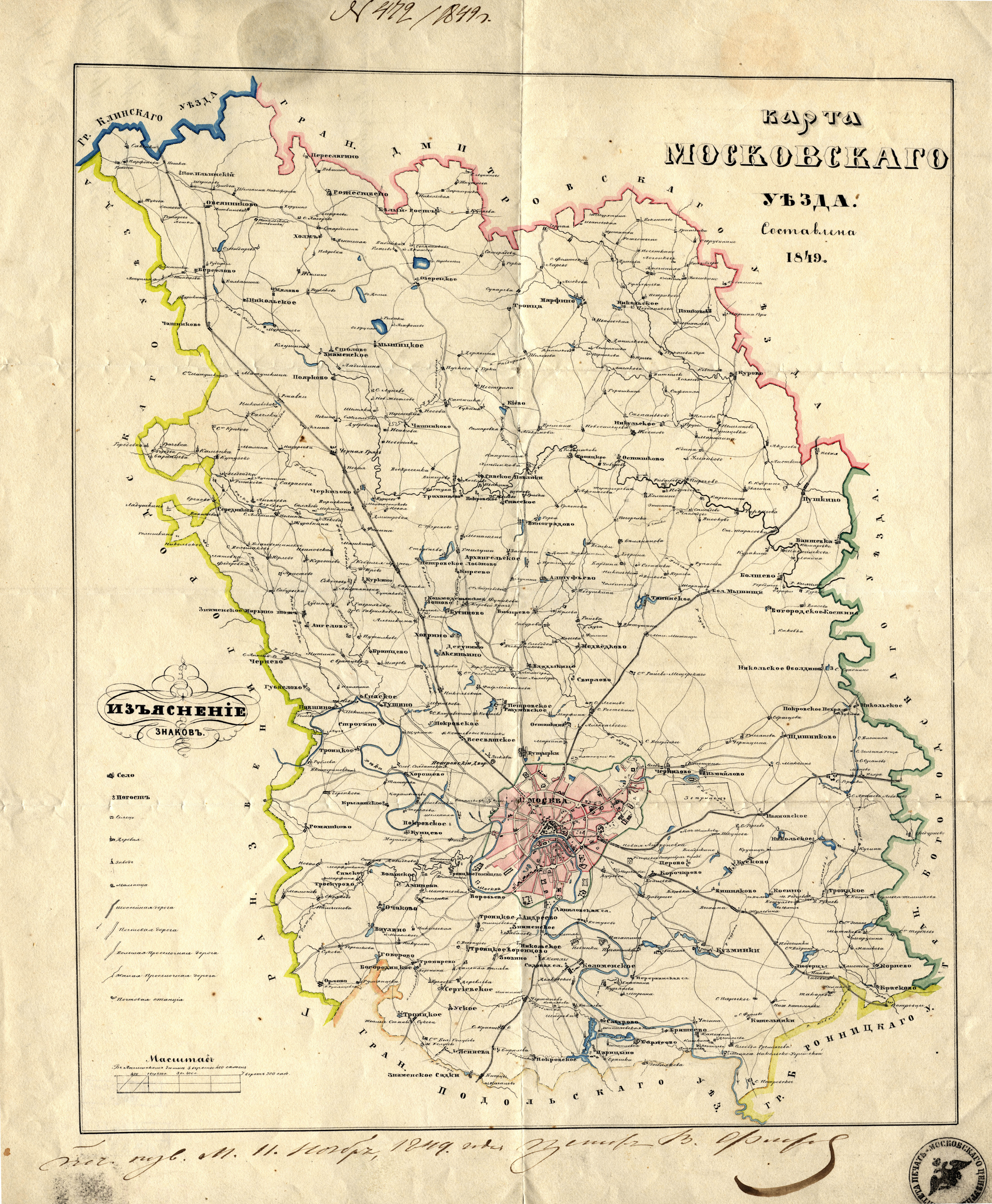
Петровское Разумовское, на карте Московского уезда, 1849 года.

Петро́вско-Разумо́вское — бывшее владельческое село, а ныне местность на севере Москвы (вошла в состав города в 1917 году).
На топографической карте 1849 года называется Петровское Разумовское, а на карте 1860 года (так называемой карте Шуберта) Московского уезда Московской губернии село именовалась Петровское (Разумовское).

## История
Первое упоминание местности относится к 1584 году, когда в писцовую книгу было записано о пустоши Семчино на реке Жабне (приток Лихоборки). Пустошь была приписана к селу Топоркову, которым владел боярин А. И. Шуйский. В других источниках пустошь называлась Семцинской.
Источники 1623 года уже упоминают деревню Семчино, состоящую из двух дворов и с тремя душами мужского пола во владении И. И. Шуйского. Деревня быстро росла, и спустя полтора десятка лет, к 1639 году, когда она перешла к племяннику И. И. Шуйского — Семёну Васильевичу Прозоровскому, как указано на 343-м листе переписной книги 1646 года она включала:

…всего 13 дворов крестьянских людей, в них 24 человека, и 5 дворов бобыльских, в них людей и с теми, что живут на боярском дворе, 8 человек
— Чаянов А. В. Избранное:Статьи о Москве…

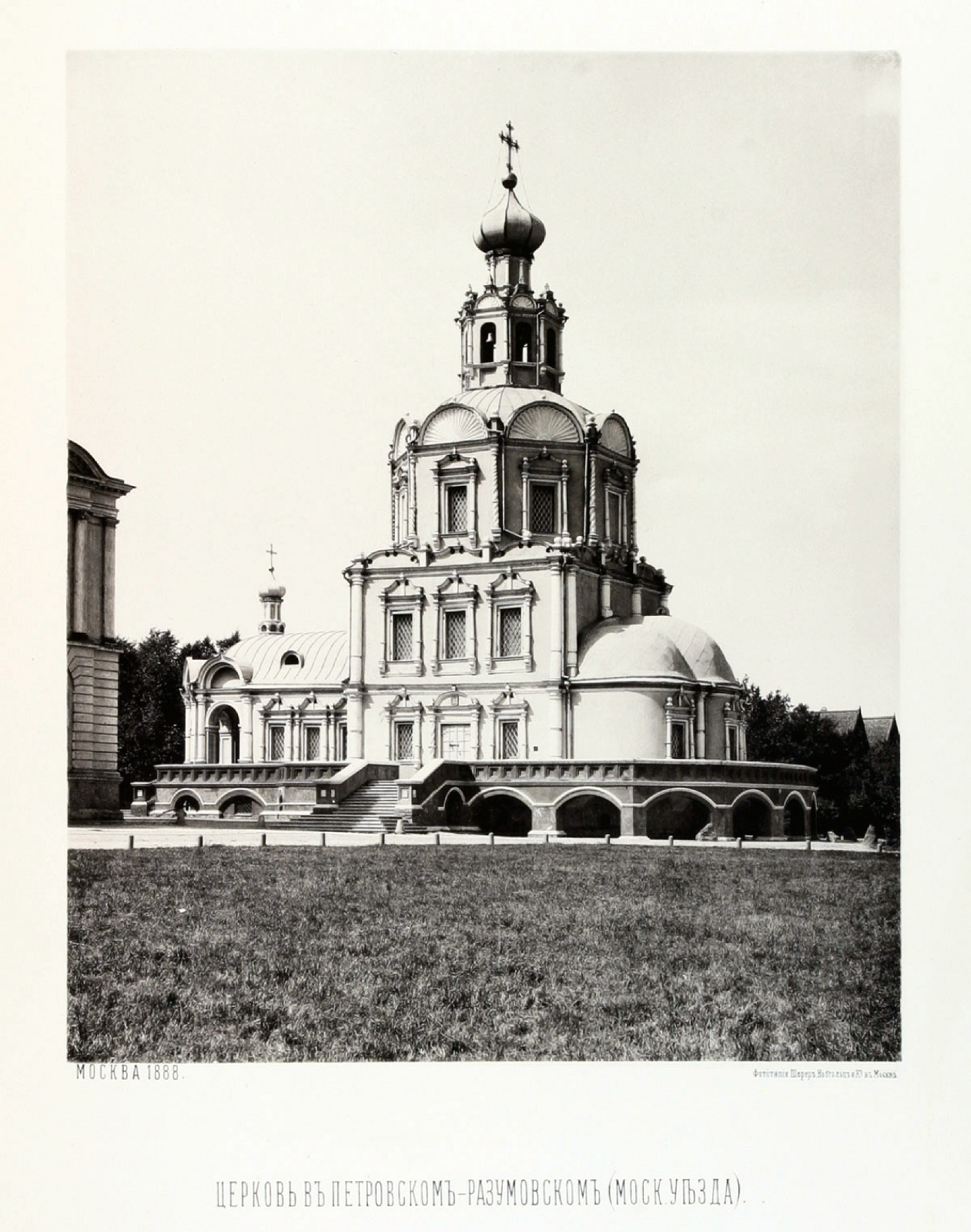
Храм в Петровско-Разумовском

Боярин К. П. Нарышкин приобрёл имение Семчино в 1676 году у Петра Семёновича Прозоровского с племянниками, которые унаследовали его в 1660 году. Перепись 1678 года свидетельствует о том, что к этому моменту в сельце было 10 дворов и 33 человека мужского пола и отмечает новое прозвание: Петровское.
После завершения строительства церкви в честь апостолов Петра и Павла, в 1692 году, Семчино-Петровское стало полноправно называться селом. В то время здесь была усадьба, где жила боярыня Анна Нарышкина. В 1698 году в управление Петровским вступил её сын Лев Кириллович Нарышкин и в переписной книге 1704 года значится:

…в селе Петровском церковь каменная во имя Св. Апостолов Петра и Павла, двор вотчинников, в нём пять человек, и дворы конюшенный и скотный, в них 18 человек; да к селу деревня Семчино, в ней 12 дворов крестьянских, людей в них 37 человек
— Чаянов А. В. Избранное:Статьи о Москве…
Около села Пётр I основал ферму, названную Амстердамской.
В 1746 году село в качестве приданого внучки Л. К. Нарышкина, Екатерины, перешло во владение графа К. Г. Разумовского. При нём усадьба получила своё окончательное развитие и устроение; была построена плотина на реке Жабне и образовался живописный каскад прудов, сохранившихся и поныне под названием Академических или Больших Садовых; парк украшался статуями, гротами, беседками. По свидетельству английского путешественника Кокса в 1778 году «имение это походит скорее на город, чем на дачу; оно состоит из 40 или 50 домов разной величины; одни дома кирпичные, другие деревянные; одни окрашены, другие нет; у графа Разумовского находятся здесь телохранители, множество слуг и оркестр музыки». После смерти К. Г. Разумовского в 1803 году имение унаследовал по завещанию его четвёртый сын, Лев Кириллович.
Во время войны 1812 года Л. К. Разумовский с женой были вынуждены уехать (27 августа) в Тамбовское имение; на территории села останавливалась французская конная армия маршала Нея, а по преданию, бывал тут и сам Наполеон; и хотя село было разграблено, а храм осквернён, графиня Разумовская в 1813 году принимала здесь короля и принца прусских. Окрестные леса были сильно вырублены для изготовления строительных материалов при восстановлении сгоревшей Москвы.
После смерти Л. К. Разумовского имение было продано Ю. В. Долгорукову; затем, на короткое время побывало во владении князей Горчаковых и графов Уваровых и в 1828 году было приобретено московским аптекарем Павлом Александровичем фон Шульцем.
В 1847 году Петровская дача, с присоединённой к ней с севера частью дачи села Владыкино и деревни Лихобор, была размежёвана на 10 участков; два больших (548 и 200 десятин) были записаны за Шульцем, а мелкие (всего 29 десятин) — за другими лицами. Однако межевой канцелярией работы не были утверждены и 14 ноября 1860 года последовало высочайшее повеление о приобретении всего владения Шульца в казну для «учреждения агрономического института, фермы и других сельскохозяйственных заведений».
В январе 1861 года усадьба (723 десятин земли, в том числе 483 — господской и 40 — церковной) была выкуплена за 250 тысяч рублей. Крестьяне в октябре 1861 года были выселены, часть — на земли соседней дачи села Владыкино, где образовалось новое поселение: Петровские выселки. Более 100 десятин земли были разделены на 110 участков для сдачи в аренду на 96 лет
в 1865 году была открыта Петровская земледельческая и лесная академия (ныне Российский государственный аграрный университет — Московская сельскохозяйственная академия имени К. А. Тимирязева").
В 1917 году Петровско-Разумовское вошло в состав города Москвы; с 1954 года — район массовой жилой застройки. В 1991 году здесь открыта станция метро «Петровско-Разумовская».

## Происхождение названия

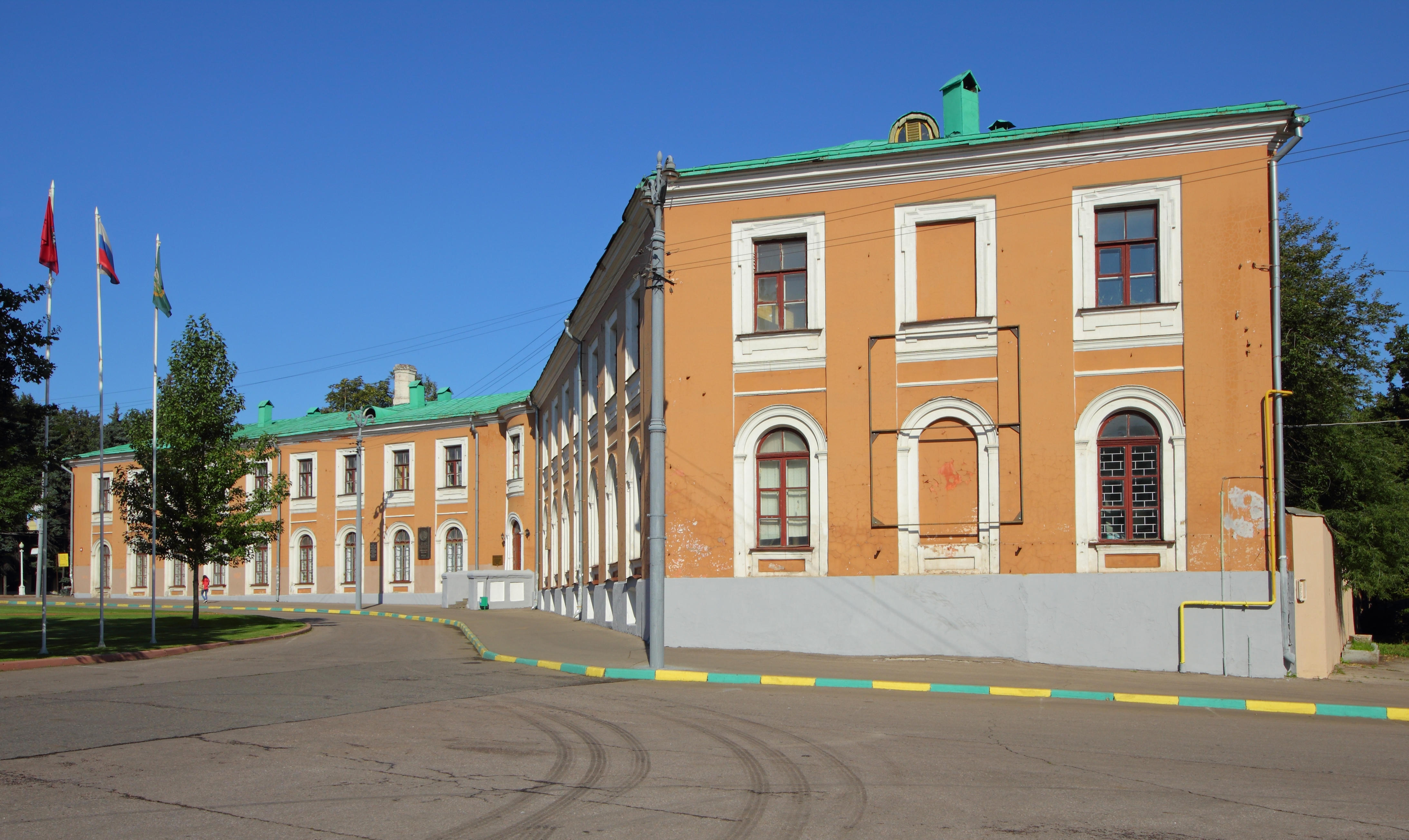
Бывшая усадьба Петровско-Разумовское, один из корпусов

Одна из версий происхождения названия «Петровское» основывается на том, что Нарышкину приходился внуком царевич Пётр Алексеевич. В честь него согласно мнению некоторых исследователей сельцо и получило часть своего названия — Петровское.
Вторая версия состоит в том, что название дано по церкви апостолов Петра и Павла. Оппоненты, однако, указывают, что в переписной книге 1678 года такая церковь не упомянута, строительство церкви завершено лишь в 1692 году, в то время как достоверно известно, что двойное название Семчино-Петровское использовалось за 10 лет до этого — в 1682 году. При этом, по данным Паламарчука (Сорок сороков. Т. 3. — C. 463) в селе уже существовала деревянная церковь, вместо которой и была выстроена новая, каменная. Это также согласуется с принятой схемой наименования селений - первая часть по посвящению храма, вторая — по фамилии владельцев (как, например, Покровское-Стрешнево).
Часть названия «Разумовское» — по имени владельца К. Г. Разумовского.